# Discurso fúnebre de Pericles

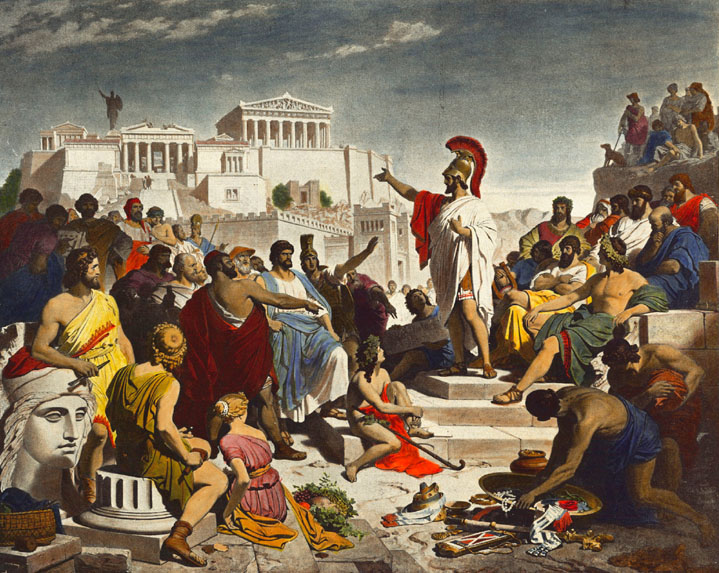
Representación de Pericles en mitad del discurso.

La Oración funeral de Pericles, o Discurso fúnebre de Pericles, es un famoso discurso recogido por Tucídides en Historia de la guerra del Peloponeso, una de las pocas fuentes completas que llegaron a los tiempos contemporáneos sobre el tema de la guerra de poder entre Atenas y Esparta a finales del siglo V a. C.

## Antecedentes
La guerra del Peloponeso ha comenzado y los atenienses hacen una ceremonia para nombrar y honrar a sus caídos en la guerra. El orador en esta ocasión es nada menos que Pericles y el contenido del discurso es un retrato idealizado de la democracia ateniense. La indicación de que los atenienses siguieron esta costumbre “durante el transcurso de toda la guerra” (cap. 34) permite inferir con alto grado de probabilidad que Tucídides compuso este pasaje cuando Atenas ya había sufrido la derrota final. El discurso enfatiza el poder de la ciudad y la libertad de que gozan los ciudadanos, quienes a su vez viven con un profundo respeto por el imperio de la ley (cap. 37). Esta imagen idílica se desvanece de inmediato al mostrarnos Tucídides cómo la peste afectó en lo más profundo el temple moral de la polis (ciudad) llevando a una situación de extrema anomia o falta total de respeto por las leyes.